# East Renfrewshire
A Área de Conselho (ou Council Area) de East Renfrewshire (em gaélico escocês, Siorrachd Rinn Friù an Ear), é uma das 32 novas subdivisões administrativas da Escócia e faz fronteira com: Glasgow a noroeste, South Lanarkshire a oeste, East Ayrshire a sul, North Ayrshire a leste, e Renfrewshire a noroeste.
Esta autoridade unitária foi formada em 1996. A área pertencia ao condado de Renfrewshire que foi abolido, em 1975, para a formação dos distritos de Eastwood e Renfrew que, por sua vez, foram abolidos para a formação desta council área, em 1996.
Embora abolido, o condado de Renfrew ainda permanece como registration county e lieutenancy area de East Renfrewshire.

## Demografia
O resultado do censo de 2001 demontra a formação das etnias da council area de East Renfrewshire, como se segue:
- Brancos - 96.19% - 86,196 pessoas
  - Brancos britânicos - 93.49% - 83,776
  - Brancos irlandeses - 1.3% - 1165
  - Outros brancos - 1.4% - 1255
- Mestiços - 0.21% - 188
- Sulasiáticos - 2.93% - 2,626
  - Indianos - 0.77% - 690
  - Paquistaneses - 1.98% - 1774
  - bangladechianos - 0.01% - 9
  - Outros sulasiáticos - 0.17% - 153
- Negros - 0.071% - 63
  - Negros caribenhos - 0.03% - 27
  - Negros africanos - 0.04% - 35
  - Outros negros - 0.001% - 1
- Chineses - 0.38% - 340
- Outros - 0.21% - 197